# Lenny (película)
Lenny  es una película biográfica estadounidense de 1974, basada en la vida del comediante Lenny Bruce, protagonizada por Dustin Hoffman, dirigida por Bob Fosse y escrita por Julian Barry.

## Sinopsis
Lenny Bruce es un cáustico humorista que trabaja en locales nocturnos de poca categoría. Poco después de conocer a Honey, una exuberante bailarina de strip-tease, se casa con ella. Durante años mantienen una relación tumultuosa que incluye drogas y sexo poco convencional, pero acaban separándose. La fama de Lenny como showman va en aumento, pero también las denuncias y juicios que debe afrontar debido al carácter subversivo de su humor.

## Reparto
- Dustin Hoffman como Lenny Bruce.
- Valerie Perrine como Honey Bruce.
- Jan Miner como Sally Marr.
- Stanley Beck como Artie Silver.
- Rashel Novikoff como Mema.
- Gary Morton como Sherman Hart.
- Guy Rennie como Jack Goldman.

## Reconocimiento
- 1974: 6 candidaturas a Premios Oscar, incluyendo película, director, actor (Hoffman), actriz (Perrine).
- 1974: 3 candidaturas a Globos de Oro: Director, actriz (Perrine) y actor (Hoffman) - Drama
- 1974: Sindicato de Directores (DGA): Nominado a Mejor director
- 1974: Sindicato de Guionistas (WGA): Nominada a Mejor guion adaptado drama
- 1974: Festival de Cannes: Mejor actriz (Valerie Perrine)
- 1974: Círculo de críticos de Nueva York: Mejor actriz de reparto (Perrine)
- 1975: Premios BAFTA: Mejor actriz revelación (Valerie Perrine).